# 吳思田
吳思田爵士KCMG[?]（1961年4月6日—），英國外交官及公務員，在亞洲地區供職多年，早年嘗習泰語和漢語，在香港主權移交前夕曾在中英聯合聯絡小組英方首席代表辦事處工作。他自2010年1月至2015年1月出任英國駐華大使，並自2015年9月起出任英國駐德國大使。

## 生平

### 早年生涯
吳思田在1961年4月6日生於英國倫敦，雙親分別是約翰·拉敏·伍德（John Lamin Wood）和吉莉安·瑪格麗特·波漢·尼爾遜（Gillian Margaret Bohan Neason）。吳思田少時就讀於倫敦西南部巴特錫的傳統名校伊曼紐爾學校（Emanuel School），後來升讀牛津大學莫德林學院，主修數學及哲學系，1982年取得文學士學位畢業。

### 外交生涯
吳思田在大學畢業後旋於1983年獲外交部聘任，最先在外交部歐共體司外事部任職，翌年被送往泰國接受泰語訓練，1986年出任英國駐泰國大使館二等秘書，後來擢升為一等秘書。在1989年至1991年間，吳思田調返外交部本部的保安政策司工作，1991年復獲送往台灣學習國語，1992年起奉派香港擔任中英聯合聯絡小組英方首席代表辦事處一等秘書，有份和中方討論香港主權移交前夕的協調工作。
不過，吳思田未及1997年香港主權移交，就率先在1996年調回外交部保安政策司轄下的聯合國事務部供職，到1998年獲進一步重用，入值內閣廳，擔任時任內閣秘書理查·威爾遜爵士（Sir Richard Wilson）的首席私人秘書。在2000年退出內閣廳後，他獲政府補送到美國任哈佛大學魏德海國際事務中心（Weatherhead Centre for International Affairs）院士，並在2001年至2002年間參與中心的訪問學人計劃，學成以後在2001年至2005年間出任英國駐美國大使館政務參贊，期間在2002年獲勳CMG勳銜。
本身在亞洲有多年工作經驗的吳思田，在2005年出任外交部亞太司司長，2008年獲借調到勞斯萊斯股份有限公司出任環球策略顧問，為期一年。返回外交部後，即於2010年1月被委任接替歐威廉爵士出任英國駐華大使，為期四年，是他首次出任大使一職。為表親民作風，吳思田上任後即舉辦「88天訪問8個城市」的活動，除了取其諧音「發發發」外，也希望籍機會與中國各階層人士展開親善交流，另外，他在旅途上選擇乘搭火車等公共交通工具，藉此宣揚低碳生活和環保等的訊息。
吳思田在2014年的英女皇壽辰授勳名單獲英廷授予KCMG勳銜，成為爵士，以肯定他在華的外交工作表現。他在2015年1月卸任，由吳百納接替，並於同年9月起出任英國駐德國大使。

## 家庭
吳思田在1990年娶西莉娜·彭琳（Sirinat Pengnuam）為妻，兩人共育有一子三女。吳思田的興趣包括音樂和步行。

## 榮譽

### 殊勳
- 以下列出榮譽全稱及縮寫：^ 
  - 聖米迦勒及聖喬治同袍勳章（C.M.G.） （2002年阿富汗行動授勳名單[1]）
  - 聖米迦勒及聖喬治爵級司令勳章（K.C.M.G.） （2014年英女皇壽辰授勳名單[2]）

### 頭銜
- 吳思田（Sebastian Wood，1961年4月6日－2002年10月）
- 吳思田，CMG（Sebastian Wood，CMG，2002年10月－2014年6月）
- 吳思田爵士，KCMG（Sir Sebastian Wood, KCMG，2014年6月－）

## 注腳
1. 1 2  "Supplement to Issue 56735 （页面存档备份，存于）", London Gazette, 29 October 2002, p.9.
2. 1 2  "Supplement to Issue 60895 （页面存档备份，存于）", London Gazette, 14 June 2014, p.b4.

## 外部連結
- 英國駐華大使（页面存档备份，存于）
- 英新大使：期待英中加速發展，《大公報》，2010年1月27日

| 外交職務                 | 外交職務                          | 外交職務      |
| ------------------------ | --------------------------------- | ------------- |
| 前任： 歐威廉爵士        | 英國駐華大使 2010年1月－2015年1月 | 繼任： 吴百纳 |
| 前任： 西蒙·麥克唐納爵士 | 英國駐德國大使 2015年9月－        | 繼任： 現任   |